# Model Engineers' Workshop
Model Engineers' Workshop はイギリスのMy Time Mediaによって刊行される趣味誌である。1990年にモデル・エンジニア・マガジンから分離した。雑誌は金属加工を主眼に置いた誌面構成で工具や技術のみならず、CAD/CAMと3Dプリンターのような近年のより近代的な技術も扱う。